# 艾德磨坊路
44°56′24″N 93°9′8″W / 44.94000°N 93.15222°W

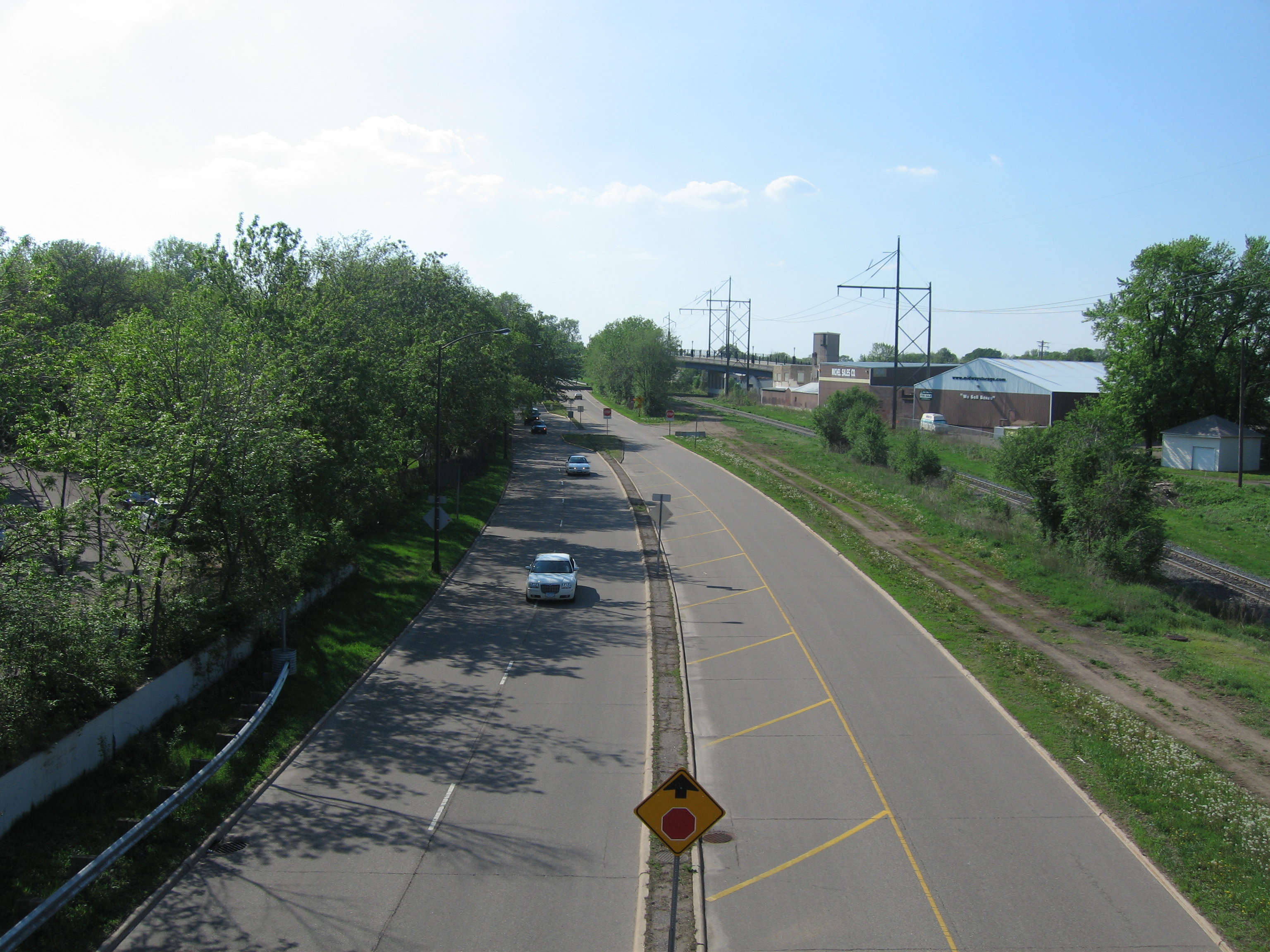
從哈姆林大道（Hamline Avenue）天橋往西北方向觀看艾德磨坊路之景象

艾德磨坊路（Ayd Mill Road）是明尼苏达州圣保罗的一條道路。它以東南至西北的方向穿越聖保羅，在東南端與35號州際公路東線銜接；在西北端匯入賽爾比大道（Selby Avenue），並可經由斯内靈大道 （Snelling Avenue）間接通往94號州際公路。 此路最初稱為短線道路（Short Line Road），後來在1987年重新命名為艾德磨坊路，以紀念19世纪中後期在此地定居並經營磨坊、來自德国的移居者约翰·艾德（John Ayd）。

## 歷史
此路的起源可追朔到1880年代。當時密爾沃基鐵路公司（Chicago, Milwaukee, St. Paul and Pacific Railroad）取得了瀑布溪（Cascade Creek）河床的通行權，並在其上鋪設通勤鐵路的鐵軌。此段鐵路稱為 "短線" （Short Line，因其為聖保羅通往明尼阿波利斯鐵路的新捷徑而得名），在20世纪初成為服務聖保羅至明尼阿波利斯之間沿途郊區的一條主要市際鐵路。 隨著雙城捷運公司（Twin City Rapid Transit）有軌電車系统在1910年代普及，該路線被廢止。 密爾沃基鐵路公司將此路線轉換為重轨鐵路，但仍提供聖保羅火車站（St. Paul Union Depot）和附近明尼阿波利斯的密爾沃基路車站（Milwaukee Road Depot）之間的載客服務。
1960年代，聖保羅開始修築短線道路，計畫將此路建為地平面以下、直接連通35號州際公路東線與94號州際公路的一條快速道路。 然而，因當地梅里安公園區（Merriam Park）居民的反對，再加上山頂丘區（Summit Hill）的居民阻撓興建35號州際公路東線，導致此計畫未能實現。 此路在1965年通車時，西北端的出口平面匯入賽爾比大道，但東南端未能連接35號州際公路東線，使得南向車輛最終須匯入傑斐遜大道（Jefferson Avenue）。

### 與35號州際公路東線的連接及目前用途
在大部分的時期裡，艾德磨坊路未設置分隔線，並且交通量稀少。 在1992年夏天，聖保羅公共工程部暫時將艾德磨坊路連通35號州際公路東線，以缓解剛落成的州際公路市區路段造成的交通擁堵，但此連結隨後被封閉。 
1990年代末期，聖保羅市再度考量以此路連通35號州際公路東線與94號州際公路之可行性，並將其納入此公共道路的環境研究計劃，作為選項之一。 其他方案包括把整條道路改建成一座公園。 最後，該城市認定最佳方案是重新修建此路，並循鐵路走向往北延伸至聖安東尼大道（Saint Anthony Avenue），然後匯入94號州際公路。 雖然此計劃遭到更新區域居民的抗議，此路仍鋪上了柏油並畫上了分隔線，而連通35號州際公路東線的匝道則在艾德磨坊路的入口處裝設信號後重新開放。
2007年2月，聖保羅市長克里斯·科爾曼表示支持將此路與94號州際公路連通。
和此路相鄰的短線鐵路至今仍在使用，並有美國國鐵帝國建設者號列車運行通過。 但此列車並非通往明尼阿波利斯，而是先轉向北、再轉向西，朝聖克勞德和西北太平洋地區行駛。

## 註腳
1. ↑  燕卜蓀, 唐納德. . 明尼蘇達大學新聞社. 2006: 16. ISBN 978-0-8166-4729-3.